# Libertador General Bernardo O'Higgins
Libertador General Bernardo O'Higgins is een van de zestien regio´s van Chili en wordt ook wel de zesde regio genoemd (aangeduid met het Romeinse cijfer VI), met als hoofdstad Rancagua. De regio telt 914.555 inwoners (2017) en grenst aan Valparaíso (V), de Región Metropolitana (beide noorden), Argentinië (oosten), Maule (VII) (zuiden) en de Grote Oceaan (westen). De regio is vernoemd naar de nationale held van het land: Bernardo O'Higgins.

## Provincies
De regio O'Higgins bestaat uit drie provincies:
- Cachapoal
- Cardenal Caro
- Colchagua

## Gemeenten
De regio O'Higgins bestaat uit 33 gemeenten:
- Chépica
- Chimbarongo
- Codegua
- Coínco
- Coltauco
- Doñihue
- Graneros
- La Estrella
- Las Cabras
- Litueche
- Lolol
- Machalí
- Malloa
- Marchihue
- Mostazal
- Nancagua
- Navidad
- Olivar
- Palmilla
- Paredones
- Peralillo
- Peumo
- Pichidegua
- Pichilemu
- Placilla
- Pumanque
- Quinta de Tilcoco
- Rancagua
- Rengo
- Requínoa
- San Fernando
- San Vicente de Tagua Tagua
- Santa Cruz